# Alla andra får varann
"Alla andra får varann" (em português: "Todos os outros agarram - se uns aos outros") foi a canção que representou a Suécia no Festival Eurovisão da Canção 1960 que teve lugar em Londres a 25 de março desse ano.
A canção foi interpretada em sueco por Siw Malmkvist. Foi a segunda canção a ser cantada na noite do festival, a seguir à canção do Reino Unido "Looking High, High, High, cantada por Bryan Johnson e antes da canção do Luxemburgo "So laang we's du do bast", interpretada por Camillo Felgen. Terminou em 10.º lugar, tendo recebido um total de 4 pontos. No ano seguinte, a Suécia foi representada por Lill-Babs que interpretaria o tema April, april".
A canção fora a vencedora do Melodifestivalen em 1961, interpretada naquela competição por Östen Warnerbring e Inger Berggren. Contudo, a televisão sueca, a Sveriges Radio decidiu que deveria ser Siw Malmkvist a interpretar a canção na Eurovisão e não aqueles cantores.

## Autores
- Letrista: Åke Gerhard
- Compositor: Ulf Kjellqvist
- Orquestrador: Thore Ehrling

## Letra
Malmkvist lamenta o fa(c)to de se encontrar afastada do se amante, enquanto os seus amigos estão casados. Ela manifesta a esperança de que um dia eles irão ficar juntos.